# Samar Yazbek
Samar Yazbek (en arabe : سمر يزبك), née le 18 août 1970 à Jablé en Syrie, est une romancière et journaliste syrienne. Issue d'une grande famille alaouite de la région de Lattaquié, elle soutient le soulèvement révolutionnaire en 2011, ce qui lui vaut arrestations et menaces. Samar Yazbek est désormais réfugiée politique en France et vit à Paris. Elle a publié trois collections d’histoires courtes, cinq romans, ainsi qu’un mémoire, des recueils de témoignages et un récit littéraire sur la révolution syrienne.

## Biographie
Samar Yazbek est une romancière et journaliste syrienne née à Jablé en 1970, dans une grande famille de la communauté alaouite,. Elle étudie la littérature arabe à l'université Tichrine de Lattaquié.
Samar Yazbek est l’auteur de plusieurs romans, histoires courtes, scénarios, et critiques de film. Elle est aussi une voix prééminente pour la défense des droits de l’homme, et surtout de la femme en Syrie.
En mars 2011, aux débuts de la révolution syrienne, Samar Yazbek est arrêtée, détenue et interrogée à plusieurs reprises par les moukhabarats, les agents des services secrets en Syrie, qui la forcent à regarder des séances de tortures sur des manifestants pour la convaincre de se désolidariser des opposants,. Elle est régulièrement la cible d'intimidations et de menace de mort, y compris au sein de la communauté alaouite. Elle est forcée de s’exiler quelques mois plus tard avec sa fille, et revient clandestinement en Syrie en 2012 et 2013.
En 2012, elle fonde “Women Now for Development”, une ONG basée en France, qui gère des centres réservés à l'éducation des femmes et des enfants. Les militantes des droits humains Razan Zaitouneh et Samira Khalil se joignent dès le début aux activités du centre. Pour les femmes syriennes, il s'agit de les aider sur les plans économique et social, avec des enseignements aussi bien psychologiques que littéraires. Ces centres sont régulièrement la cible de bombardements du régime syrien, ce qui occasionne des blessés, et la fermeture du dernier centre en décembre 2019.
En 2012 elle publie le livre Feux croisés : Journal de la révolution syrienne, et reçoit à cette occasion le prestigieux prix PEN/Pinter en Grande-Bretagne, le prix Tucholsky en Suède, et le prix prix Oxfam Novib/PEN aux Pays-Bas. En 2015, après plusieurs voyages clandestins dans le nord de la Syrie, Samar Yazbek écrit Les Portes du néant décrivant la transformation de la révolution.
En 2019, elle publie un recueil de témoignages de 19 femmes, à la première personne, où l'on remarque « la volonté exprimée par l’auteure de s’effacer derrière ces témoignages », recueillis majoritairement dans des pays d'exil, mais également en Syrie.
En février 2025,  à la suite du changement de régime en Syrie , elle est retournée à Damas après treize ans d'exil ; elle relate ce retour dans un article du quotidien Libération, après avoir quelque temps auparavant confié ses impressions au Nouvel Obs à l'annonce de la chute de la dictature et des souvenirs d'enfance dans Le Monde, elle qui n'a connu jusque là que la dictature des Assad  Elle exprime son intention de se réinstaller en Syrie.
Pour Samar Yazbek, les intellectuels, journalistes et écrivains ont un devoir moral, un devoir de mémoire, pour les victimes civiles du conflit. Samar Yazbek a publié trois collections d’histoires courtes, quatre romans, ainsi qu’un mémoire et un récit littéraire sur la révolution syrienne. Samar Yazbek vit en France, où elle est réfugiée politique.

## Œuvres
- La Demeure du vent [« Maqâm al-Rih »], Paris, Stock, 2023[10],[11]
- Dix-neuf femmes, les Syriennes racontent, Paris, Stock, 2019[12];
- La Marcheuse [« Al-Machâ'a »], Paris, Stock, 2018[13]
- Les Portes du néant [« Bawabât ard al-adâm »], Paris, Stock, 2016, 306 p.[14]
- Feux croisés, journal de la révolution syrienne, Paris, Buchet-Chastel, 2012[15]
- Un parfum de cannelle, Paris, Buchet-Chastel, 2013[16]

### En éditions originales
- Maqâm al-Rih, Manshurat al Mutawassit, Milan, 2021
- Baqat kharif (Automn flowers), Dar al-Jundi, Damas, 1999, recueil de nouvelles
- Mufradat imra’a (Words of women), Dar al-Kunuz al-Adabiyya, Beirut, Liban, 2000 (épuisé), Dar Ninawa, Damas, 2008, recueil de nouvelles
- Tiflat al sama (A girl from heaven), Dar Ninawa, Damas, roman, 2002
- Sisal (Clay), Dar Charqiyat, Le Caire, Égypte, roman, 2005
- Jabal al zanabeq (The mountain of lilies), Dar al mada, Syrie, roman; 2008
- Laha maraya (In her mirrors), Dar al adab, Beyrouth, Liban, (en italien (2011): Castelvecchi, Italie), roman, 2010

### Contribution
- Collectif, Syrie, le pays brûlé (1970-2021) : le livre noir des Assad, Seuil, septembre 2022, 847 p. (ISBN 978-2-02-150233-6)

## Quelques autres publications
- « Two men », The Guardian (UK), août 2011
- I« n the shadow of Assad’s bombs », The New York Times, OpEd (USA), août 2012
- On two and a half years of massacre in Syria, SvD (Suède) et FAZ (Allemagne), septembre 2013
- Syria’s inferno, Le Nouvel Observateur (France), septembre 2013
- « The novelist vs. the revolutionary: My own Syrian debate », Washington Post (USA), septembre 2013
- Silence, PEN Atlas, février 2014
- I write with blind eyes and forty fingers, Index on censorship (UK), décembre 2014

## Prix et distinctions
- 2000 : UNICEF, Best literary scenario award to A falling sky (TV script)
- 2010 : Selected in the Beirut 39, Hay festival selection of outstanding writers under 40 (Beirut)
- 2012 : PEN Tucholsky award for In the crossfire (Suède)
- 2012 : PEN Pinter award for In the crossfire (UK)
- 2013 : PEN-OXFAM Novib award for In the crossfire (Pays-Bas)
- 2016 : Best Foreign Book award pour The crossing (France)